# Eurylophella bicolor
Eurylophella bicolor är en dagsländeart som först beskrevs av James Brackenridge Clemens 1913.  Eurylophella bicolor ingår i släktet Eurylophella och familjen mossdagsländor. Inga underarter finns listade i Catalogue of Life.